# Vexillation

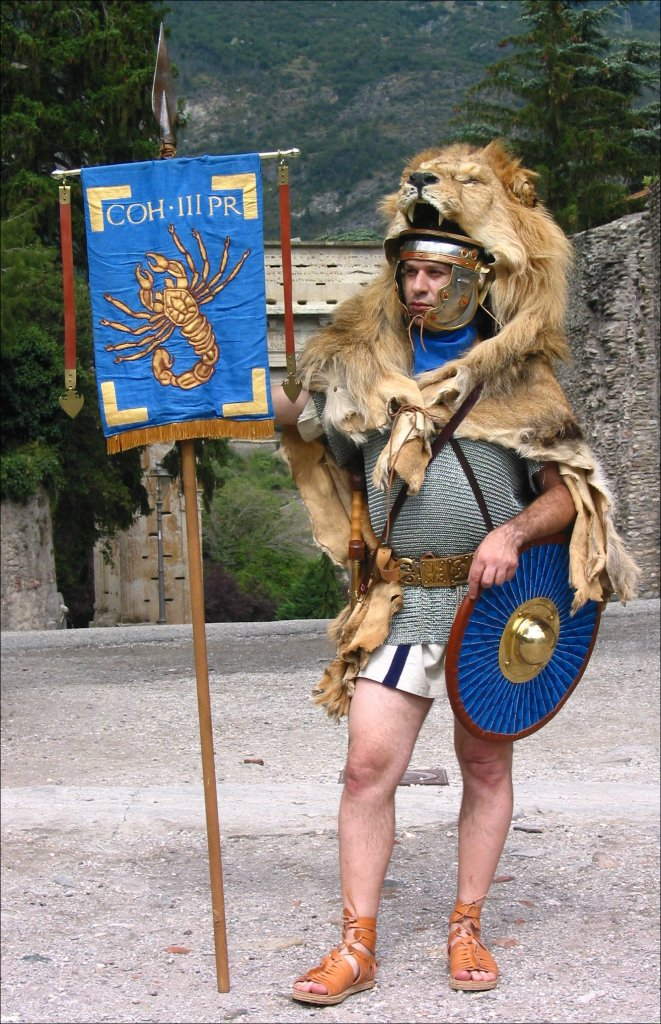
Reconstitution historique d’un porte-étendard romain du I avec le vexillum de la Garde prétorienne avec le scorpion, emblème de la garde, et le numéro de sa cohorte.

Une vexillatio (pl. vexillationes) était, sous le Principat et durant l’Antiquité tardive, un détachement de l’armée romaine formé comme corps expéditionnaire pour une durée variable. Le terme se référait à l’étendard (vexillum, pl : vexilla) qui portait l’emblème et le numéro de la légion-mère.
Bien qu’on le trouve quelquefois au singulier, se référant alors à un détachement particulier, le terme est surtout utilisé au pluriel et se réfère alors à un détachement formé à partir d’unités en provenance de plusieurs légions. Les vexillationes étaient constituées soit pour faire face à une crise sur les frontières éloignées de l’empire, soit pour combattre dans une guerre civile ou pour mener une campagne contre un des peuples voisins de l’empire. Associées  généralement aux légions, il semble que les vexillationes comportaient également des troupes auxiliaires.

## Sous les premiers empereurs

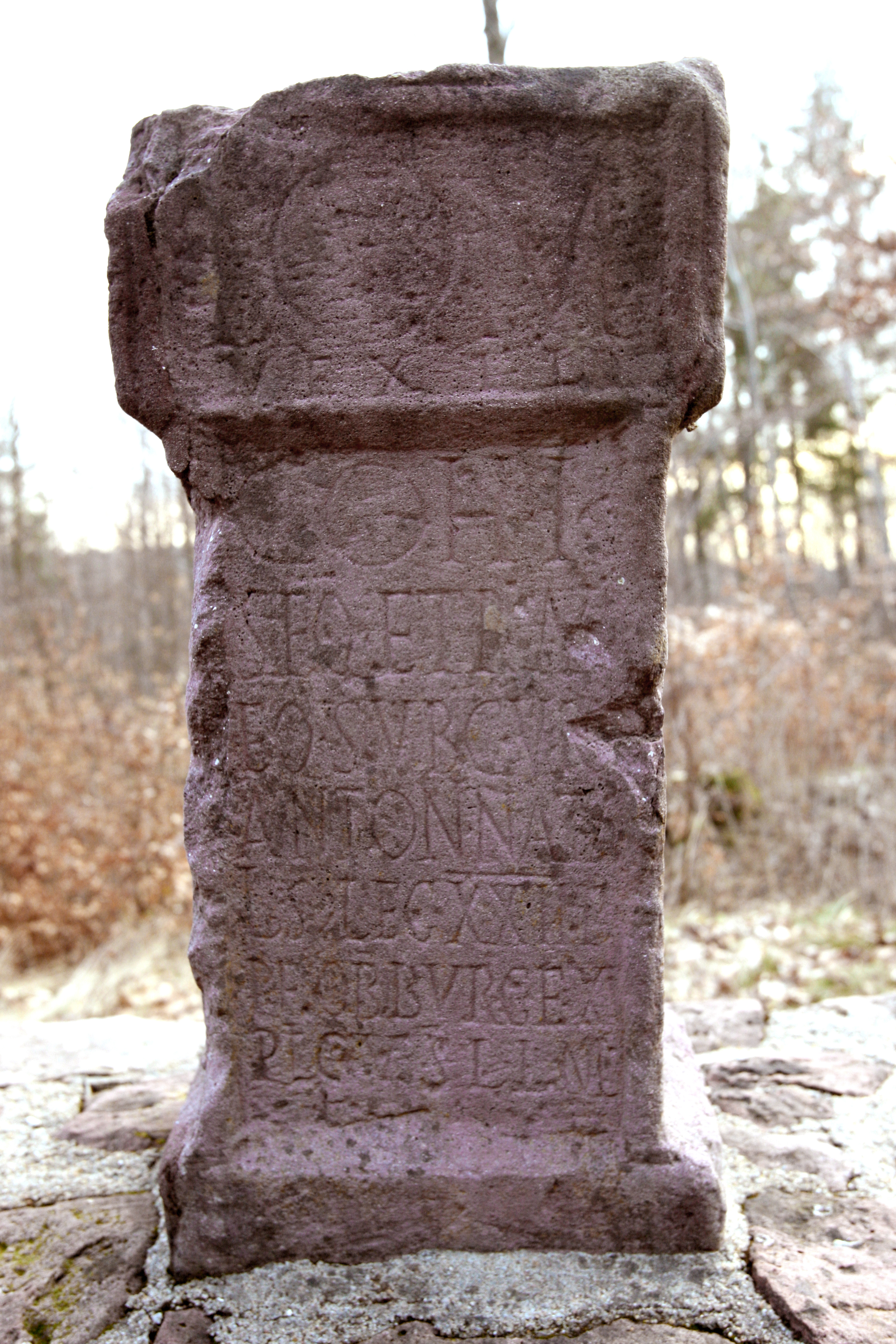
Autel votif élevé à Jupiter Optimus Maximus (abb. IOM) par une vexillatio de la cohorte de cavalerie formée par les Sequani et les Raurici associés à la Primigenia Pia Fidelis.

Depuis le Ier siècle av. J.-C., les vexillationes étaient constituées de soldats provenant d’une ou de plusieurs légions ou troupes auxiliaires et assemblés dans un but précis pour une période variant en fonction de ce but. Il ne faut donc pas donner au mot « détachement » un sens précis soit en termes de nombre, de fonction ou de durée ; en fait le terme pouvait  s’avérer suffisamment générique  pour que des soldats de la Legio XXII Primigenia (légion souvent utilisée pour des travaux de construction), chargés d’exploitation forestière, soient décrits comme une « vexillatio », sur une inscription trouvée à Obernburg.  
Déjà, au moment des guerres marcomanes (168-180 apr. J.-C.), alors qu’une bonne partie des légionnaires avaient été retirés du limes rhéno-danubien pour être transférés en Orient (guerre contre les Parthes, 162-166), il arrivait rarement que les effectifs d’une légion soient au complet, diverses unités étant absentes en détachement. Progressivement, les légions en vinrent à être considérées comme des sources fixes de personnel dont diverses unités pouvaient être envoyées remplir différentes missions soit lors de campagnes militaires, soit pour assurer la garnison de forts le long des limes, soit pour protéger les frontières, ou encore pour servir de police dans les provinces.
La division traditionnelle de l’armée entre légions, composées uniquement de citoyens romains, et auxiliaires composés de pérégrins, perdit tout son sens avec l’octroi de la citoyenneté romaine à presque tous les citoyens de l’empire par Caracalla en 212. Se forma ainsi sur les frontières une réserve de troupes de combat pouvant être utilisée pour des interventions diverses. La situation stratégique dans laquelle se trouvait l’empire à la fin du IIe siècle et au début du IIIe siècle exigeait du reste de telles vexillationes, lesquelles étant plus petites, et dès lors plus mobiles, pouvaient participer plus rapidement à des opérations ponctuelles que des légions complètes. Contrairement aux invasions sassanides par exemple, la plupart des invasions germaniques avaient pour but d’acquérir du butin et non d’occuper un territoire ; il était dès lors nécessaire de pouvoir déployer rapidement des unités qui pouvaient se porter au-devant de l’ennemi et, en cas de victoire, de le poursuivre sur son propre territoire sans pour autant dégarnir le limes de toutes ses troupes, en en faisant ainsi une proie facile pour d’autres ennemis. De telles unités facilitaient du reste grandement les questions d’approvisionnement et de logement des troupes.
Au début du IIIe siècle, l’armée romaine devait comprendre quelque 400 000 soldats, chiffre qui pourrait s’être élevé à 600 000 vers 450, moment où fut rédigée la Notitia Dignitatum,, ce qui était nettement insuffisant pour garantir la sécurité dans l’ensemble de l’empire, la grande majorité des forces s’étirant le long des frontières. Ceci présentait un danger certain lorsqu’une menace s’élevait à l’intérieur (ex : guerres civiles lors de l’ « Année des quatre empereurs ») ou sur une frontière très éloignée. En l’absence d’une réserve centrale, retirer une légion entière ou même une grande partie d’une légion pour faire face à un problème laissait des centaines de kilomètres d’une frontière sans défense. La seule solution logique était alors de retirer des détachements de différentes légions et de constituer un corps expéditionnaire pour faire face à cette menace, quitte à dissoudre cette vexillatio une fois le danger écarté et de retourner les détachements à leur légion d’origine. Ainsi, selon une inscription du temple de Baalbek, Caius Velius Rufus, primipile (centurion senior) de la légion XII Fulminata, aurait commandé à titre de préfet, dans la deuxième moitié du Ier siècle, une vexillatio formée de détachements de sa propre légion et de huit autres légions : Legio I Adiutrix, II Adiutrix, II Augusta, VIII Augusta, VIIII Hispana, XIIII Gemina, XX Victrix et XXI Rapax. Pour sa part, en 296, Maximien, Auguste avec Dioclétien, leva une armée contre les Berbères de Mauritanie, qui harcelaient les colonies romaines, composée de cohortes prétoriennes, de vexillationes tirées de la XI Claudia (en provenance d’Aquilée), II Herculia (Mésie inférieure) et II Traiana (Égypte), de même que de numeri gaulois et germains ainsi que de recrues de Thrace,.
Pratique établie déjà depuis longtemps, l’utilisation de vexillationes devint de plus en plus fréquente dans la période qui suivit Trajan. Suivant l’objectif poursuivi, leurs dimensions pouvaient aller de quelques petites unités sous le commandement de centurions à de larges formations commandées par des légats de légions. Elles pouvaient également servir de renforts à d’autres légions. Ainsi, dans la guerre menée par Marc Aurèle contre les Parthes, trois légions complètes furent envoyées reconquérir la Mésopotamie pendant que plusieurs vexillationes reçurent comme mission de protéger les frontières du nord en attendant le retour des forces envoyées en Orient.
Ces vexillationes pouvaient remplir des tâches essentiellement militaires mais ayant d’importantes répercussions civiles. Ainsi, en 75, des unités des légions XVI Flavia Firma, IIII Scythica, III Gallica et VI Ferrata furent utilisées pour construire des canaux et ponts près d’Antioche, essentiels à la fois pour le déplacement des troupes, l’administration de l’empire (poste impériale, douanes) et pour le commerce,,. Dans la province romaine de Bretagne, l'empereur Hadrien fit édifier un mur de défense sur toute la largeur du nord de l'actuelle Angleterre entre 122 et 127 apr. J.-C.. La construction fut réalisée par des unités des trois légions alors en Bretagne : la Legio VI venue avec Hadrien, la Legio II Augusta et la Legio XX Valeria Victrix. Chaque unité se voyait confier la construction d’un segment (la VIe, basée à Eburacum (York), se vit confier la portion de Newcastle upon Tyne jusqu’à Carlisle). Elle excavait les fondations et construisait les fortins longeant le mur ainsi que les tours de garde, alors que d’autres cohortes construisaient le mur lui-même.

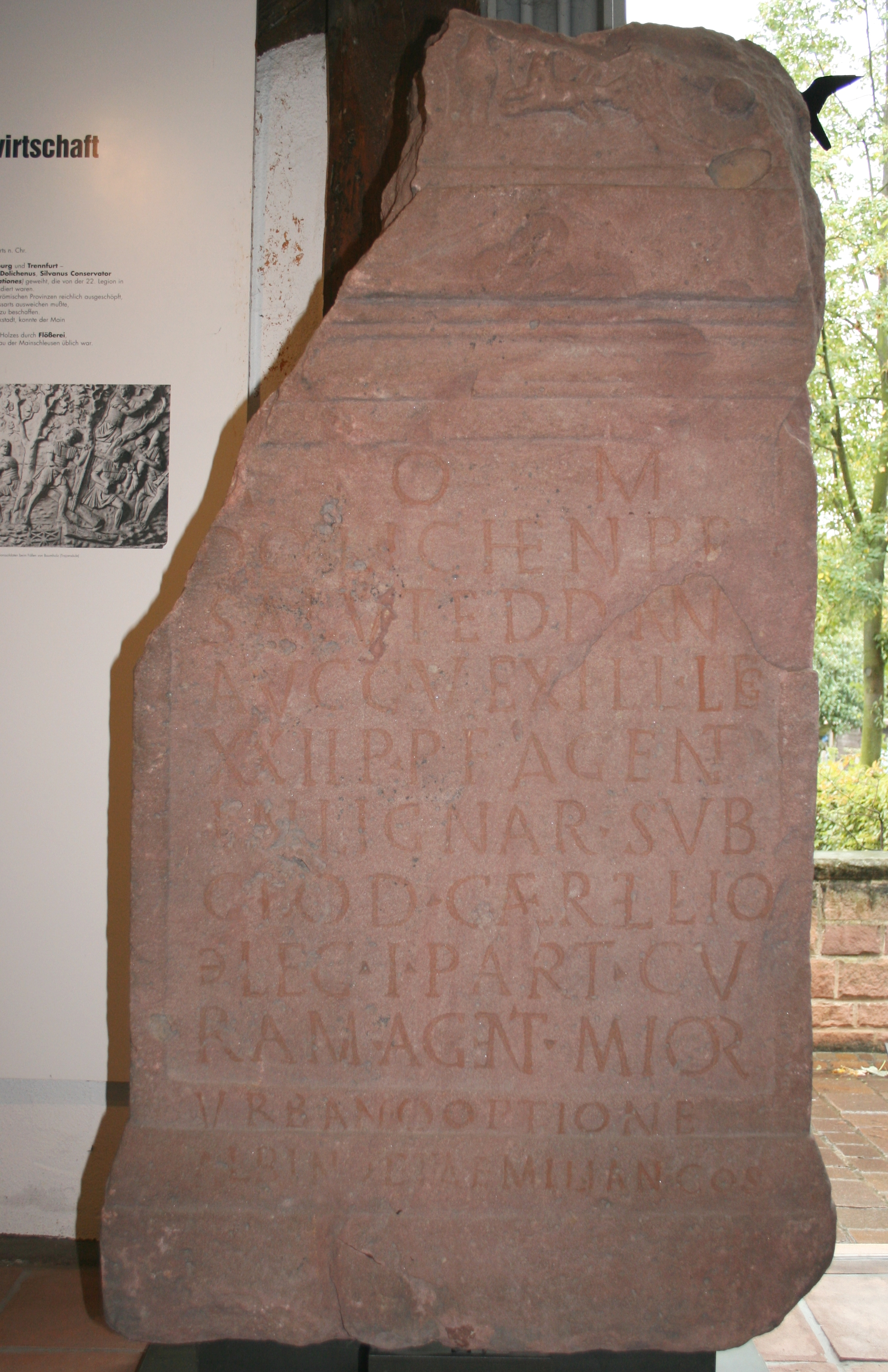
Inscription du détachement de la chargée de la coupe de bois : I(ovi) O(ptimo) M(aximo)/ Dolichen(o) pr[o]/ salute dd(ominorum) nn(ostrorum)/ Augg(ustorum) vexill(atio) leg(ionis)/ XXII P(rimigeniae) P(iae) F(idelis) agent(ium)/ in lignar(iis) sub/ Clod(io) Caerellio) (centurione) leg(ionis) I Part(hicae) cu/ram agent(e) Maior(io) Urbano optione/ [A]lb[in]o et Aemil[iano] co(n)s(ulibus). Musée romain d’Obernburg.

Enfin, une même légion pouvait être fractionnée entre plusieurs détachements, le gros de ses troupes demeurant au quartier général de la légion, pendant que des vexillationes étaient postées en garnison dans des postes secondaires. Ainsi, vers les années 300, la Legio XXII Primigenia avait son quartier général à Mogontiacum (aujourd’hui  Mayence en Allemagne) pendant que des détachements étaient stationnés à Worms, Speyer et Bingen; au IVe siècle, la Legio III Italica stationnée dans la province de Rhétie était divisée entre le gros des troupes, soit environ 1 000 hommes, stationnés à Ratisbonne et pas moins de cinq unités de garde-frontières.

## Pendant la crise duIIIesiècle

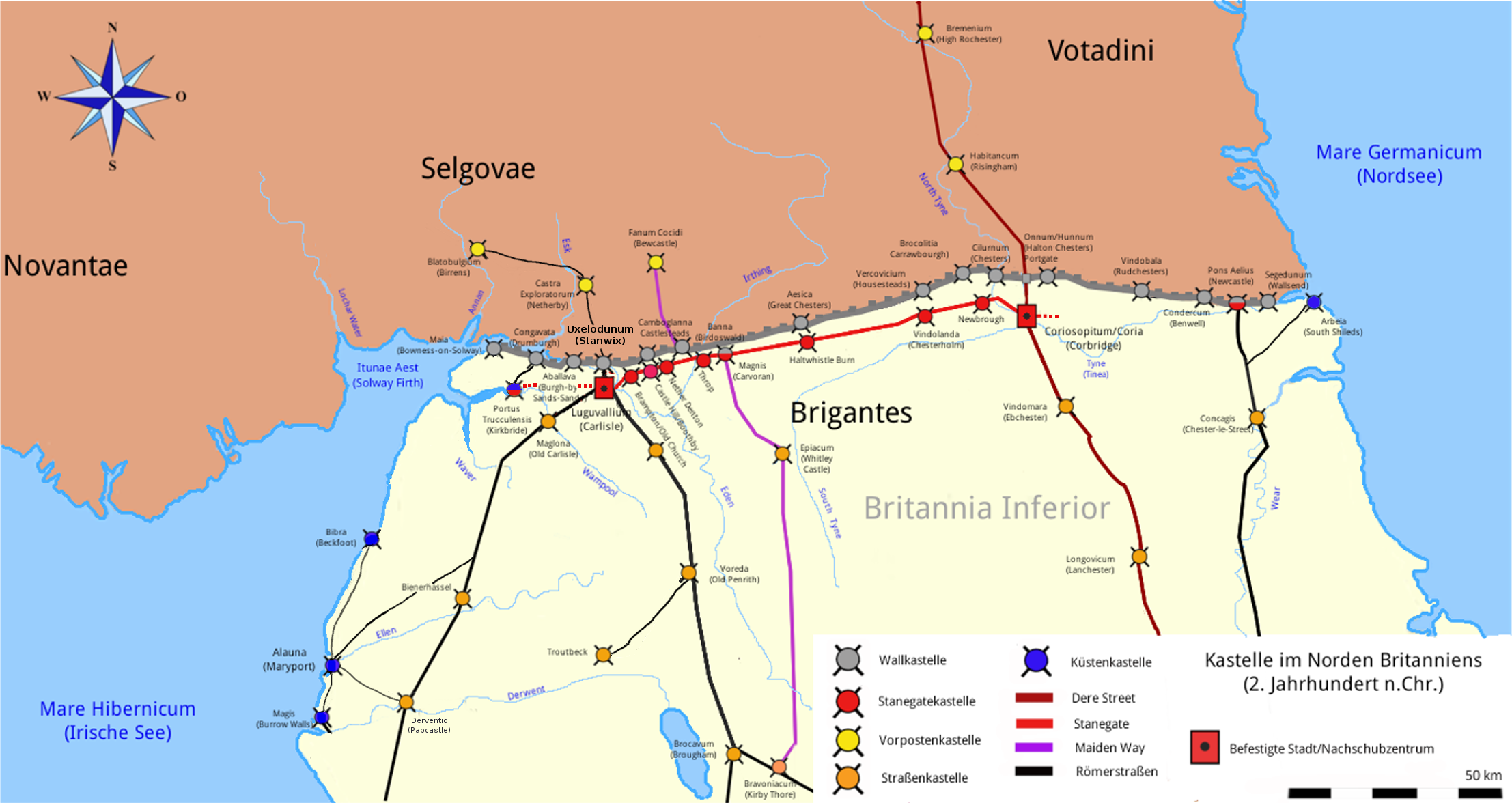
Le mur d’Hadrien et les forts qui le longeaient.

Sous les premiers empereurs, le système des vexillationes donna d’excellents résultats grâce à la mobilité que permettait l’excellent système de voies romaines, le haut niveau de discipline, la cohésion et l’esprit de corps que l’on retrouvait à la fois dans ces unités et dans les légions d’où elles provenaient. Toutefois, au cours de la crise du IIIe siècle(de 235 à 290 environ), les détachements furent transférés si souvent d’un endroit à l’autre que les unités se mélangèrent et devinrent, en pratique, indépendantes de leur légion d’origine. 
Ainsi par exemple, après que Septime Sévère eut réussi à défaire le prétendant Clodius Albinus en février 197 à proximité de Lugdunum (Lyon), il fit livrer la ville au pillage et remplaça la XIIIe cohorte urbaine qui en assurait la défense par un détachement prélevé sur les quatre légions du Rhin : XXX Ulpia  Victrix, I Minervia, VIII Augusta et XXII Primigenia. Les quatre légions du Rhin fournirent à nouveau des unités en 207/208 pour former un détachement sous les ordres de Caius Julius Septimius Castinus, légat de la Legio I Minervia, qui partit combattre les rebelles d’abord en Gaule, puis en Hispanie.
Un autre exemple est fourni par la Legio X Fretensis. Cette légion se trouvait à Jérusalem sous le règne de Caracalla (r. 211-217) et d’Héliogabale (r. 218-222) . À la suite des réformes militaires de Gallien (r. 259-268), elle semble avoir été divisée : certains détachements demeurèrent dans ce qui était devenu la Syrie-Palestine, comme garde-frontières (limitanei), alors que d’autres détachements furent incorporés dans l’armée de campagne (comitatenses). À cette époque, plusieurs régions de l’empire connurent des révoltes, des usurpations et des sécessions ; ainsi, l’armée du Rhin, au lendemain de la désastreuse invasion des Alamans en 259-260, proclama empereur l’un de ses chefs du nom de Postume, d’origine gauloise, qui, ayant envahi la Bretagne, l’Espagne et les Germanie inférieure et supérieure, établit un éphémère Empire des Gaules (260-274). Le détachement de la X Fretensis, maintenant incorporé dans l’armée de campagne, se rendit en Gaule ou en Bretagne et, après la mort de Postume, se rangea aux côtés de son successeur, Victorinus (usurpateur 269-271). Pendant ce temps, la section de la légion demeurée dans la province de Judée demeurait fidèle à l’empereur légitime.
C’est à partir de 220 environ que l’on voit des vexillationes, d’abord détachées de façon temporaire de leur légion d’origine, être stationnées de façon permanente sur leur nouveau lieu d’affectation. L’empereur Gallien (coempereur 253; règne 259/260; meurt 268) fut le premier à procéder à une importante refonte de l’armée en accordant une place plus importante à la cavalerie, mieux adaptée à la mobilité des troupes germaniques. Ayant engagé des mercenaires barbares prisonniers ou volontaires, il forma avec eux de nouvelles unités de cavalerie qui deviendront permanentes sous Dioclétien. C’est du reste à cette époque que le terme « vexillatio » commença à changer de signification, puisqu’il apparait en 269 avec le sens originel d’un détachement d’infanterie d’une légion, alors qu’en 293 il signifie une unité de cavalerie.

## Sous leDominat
Les principales réformes devaient  toutefois être entreprises par les empereurs Dioclétien (r. 284-305) et Constantin (r. 306-337). Pendant cette période, les anciennes légions qui comptaient de 5 000  à   6 000 soldats furent progressivement réduites et réparties entre plusieurs unités dont certaines adopteront un nom propre. Certaines de ces vexillationes se virent même considérées comme des légions à part entière, et certains détachements stationnés en un endroit fixe d’où on pouvait avoir recours à eux pour diverses missions se transformèrent au cours de l’Antiquité tardive en armées de campagnes (comitatenses), ce qui indique qu'il s'agissait de forces importantes en nombre.
Les nombreux échecs subis par l’armée romaine au cours du IIIe siècle incitèrent l’empereur Dioclétien (r. 284-305) à réformer l’armée romaine en profondeur. Soucieux de renforcer les frontières, l’empereur y répartit la plus grande partie des troupes qui continuèrent à être formées de légions (fantassins) ainsi que de nouvelles unités de cavalerie, héritées de Gallien, qui prirent le nom de vexillationes et formèrent les troupes d’élite, auxquelles s’ajoutaient des cohortes auxiliaires et des alae. Le nombre de cavaliers qui formaient une vexillatio demeure inconnu, mais une unité devait comprendre (comme pour les cohortes) quelque 500 hommes (quingenaria = 500 hommes). Ces unités furent réparties entre l’armée mobile (comitatenses) et celle des frontières (limitanei).
Contrairement à Dioclétien, Constantin (r. 306-337) renforça l’armée de campagne qu’il plaça sous les ordres de deux nouveaux généraux : le magister peditum (fantassins) et le magister equitum (cavalerie). En conséquence, l’armée des frontières se trouva affaiblie tant en nombre qu’en puissance de combat, les meilleures unités étant transférées à l’armée de campagne. Les unités de cavalerie de Dioclétien (vexillationes) furent intégrées dans l’armée de campagne ou réorganisées en cunei,.
Sous les fils de Constantin apparait une distinction officialisée dans une loi de 367 et que l’on retrouve dans la Notitia Dignitatum, dernier document où ce terme est employé, entre les palatini et les autres comitatenses. Les meilleures vexillationes et legiones furent alors appelées « palatina » (vexillationes palatinae)  et formèrent l’élite des forces demeurant à la disposition de l’empereur sous les ordres de magistri praesentales (litt : généraux en présence [de l’empereur]), alors que les autres ou vexillationes comitatenses étaient sous les ordres des généraux régionaux,. La Notitia Dignitatum énumère 88 vexillationes.